# サスティナブル
サスティナブル（英語: sustainable）
| ウィキペディアには「サスティナブル」という見出しの百科事典記事はありません（タイトルに「サスティナブル」を含むページの一覧/「サスティナブル」で始まるページの一覧）。 代わりにウィクショナリーのページ「サスティナブル」が役に立つかもしれません。 |